# Composizioni per violino e clavicembalo di Johann Sebastian Bach

## Composizioni per violino e clavicembalo/basso continuo
- BWV 1014 - Sonata in si minore per violino e clavicembalo
- BWV 1015 - Sonata in la maggiore per violino e clavicembalo
- BWV 1016 - Sonata in mi maggiore per violino e clavicembalo
- BWV 1017 - Sonata in do minore per violino e clavicembalo
- BWV 1018 - Sonata in fa minore per violino e clavicembalo
- BWV 1018a - Adagio in fa minore per violino e clavicembalo (prima versione del terzo movimento del BWV 1018)
- BWV 1019 - Sonata in sol maggiore per violino e clavicembalo
- BWV 1019a - Sonata in sol maggiore per violino e clavicembalo (prima versione del BWV 1019)
- BWV 1020 - Sonata in sol minore per violino (o flauto) e clavicembalo (adesso attribuita a Carl Philipp Emanuel Bach - H 542.5)
- BWV 1021 - Sonata in sol minore per violino e basso continuo
- BWV 1022 - Sonata in fa maggiore per violino e clavicembalo (dubbia, forse di Carl Philipp Emanuel Bach)
- BWV 1023 - Sonata in mi minore per violino e basso continuo
- BWV 1024 - Sonata in do minore per violino e basso continuo (dubbia)
- BWV 1025 - Suite in la maggiore per violino e clavicembalo (dubbia, forse di Carl Philipp Emanuel Bach)
- BWV 1026 - Fuga in sol minore per violino e basso continuo (dubbia)